# Crepis dachhigamensis
Crepis dachhigamensis là một loài thực vật có hoa trong họ Cúc. Loài này được G.Singh mô tả khoa học đầu tiên năm 1976.